# Тодорович, Драган
Драган Тодорович (серб. Драган Тодоровић; 25 января 1953, Горни Милановац) — сербский политик, заместитель председателя Сербской радикальной партии Воислава Шешеля, находившегося в Гаагском трибунале.
Был депутатом Скупщины Югославии и Черногории от СРС. В 2007 году избран «народным посланником» радикалов в Парламент Сербии. Во время президентских выборов 2008 года в Сербии был начальником избирательного штаба Томислава Николича. После отставки и исключения из партии Николича был назначен руководителем фракции СРС в Скупщине и заместителем председателя партии.
1. ↑  Dragan TODOROVIĆ // https://pace.coe.int/en/members/5333